# Filipe de Brito e Nicote

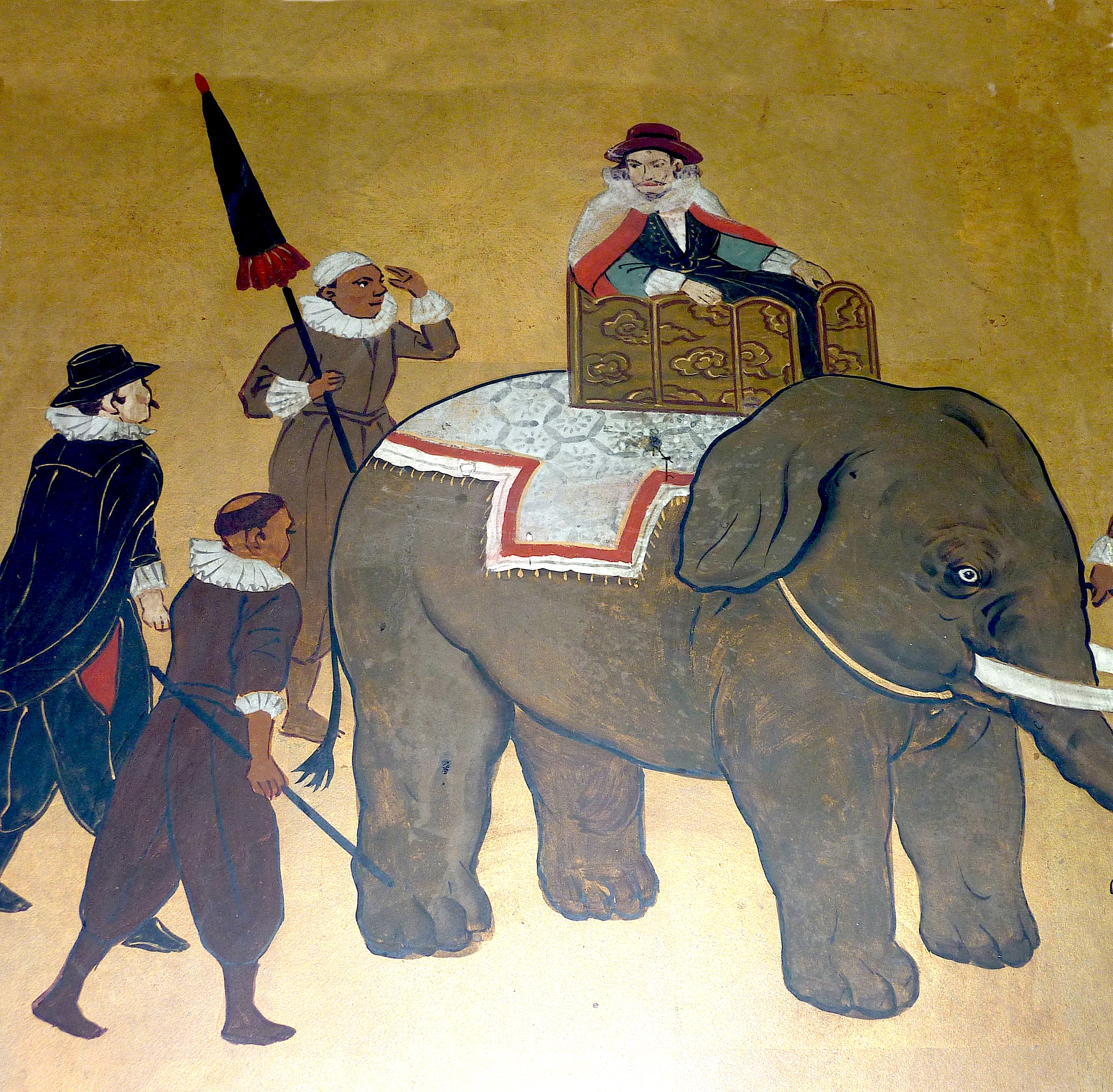
Filipe de Brito e Nicote auf einem Elefant, bereits als König, (Bild der japanischen Nambankunst)

Filipe de Brito e Nicote, spanisch Felipe de Brito y Nicote (* 1566 in Lissabon, Portugal; † April 1613 Syriam, heute Thanlyin in Myanmar) war ein portugiesischer Abenteurer, Händler und Söldnerführer. Er war als Nga Zinkar König von Syriam, einem Königreich in Birma (1605 bis 1613).

## Leben
Filipe de Brito e Nicote wurde als Sohn von Jules Nicot/Júlio de Nicote, möglicherweise einem Bruder des französischen Gesandten in Portugal und Namensgeber des Nikotins, Jean Nicot, und von Marquesa de Brito geboren („Marquesa“ war ihr Vorname, nicht ihr Adelstitel). Sein Großvater mütterlicherseits war Filipe de Brito, Kammerherr des Infanten Duarte und seiner Schwester Maria von Portugal. Aufgrund des Rangs und des Ansehens, das die Familie seiner Mutter genoss, nutzte Filipe de Brito e Nicote bevorzugt ihren Namen und setzte den väterlichen Familiennamen an zweite Stelle.
Er war Ritter des Christusritterordens und als Edelmann am Hofe des spanischen Königs Philipp II. tätig. Wie viele Söhne des niederen Adels reiste er – mutmaßlich um 1580 – nach Indien, um dort Ehre und Reichtum zu erwerben. Er verließ den Dienst der portugiesischen Krone und wurde am Golf von Bengalen Händler und Freibeuter. Er handelte mit Kohle und erhielt vom König von Arakan (Rakhine) das Monopol für den Salzhandel auf der Insel Sandwip vor der Küste Ostbengalens.
Später stellte er sich als Kanonier in den Dienst des Königs von Arakan, bevor er zum Offizier einer Gruppe portugiesischer Söldner im Heer von Arakan aufstieg. Im Brief eines jesuitischen Missionars wurde er als „ein reicher und ehrenwerter Mann und Hauptmann von vielen Portugiesen, die er mit sich nach Pegu brachte“. Im Jahr 1599 standen die Siamesen kurz davor, die birmanische Hauptstadt Pegu einzunehmen. Der arakanesische König Min Razagyi/Selim Shah beschloss in dieser Situation mit dem Herrscher von Taungu, ihnen zuvorzukommen und die Stadt selbst zu erobern. Dazu entsandte er eine Armee unter seinen Sohn Min Khamaung und seine portugiesischen Söldner unter Filipe de Brito. Nach der Einnahme Pegus setzte der Prinz de Brito 1600 als General einer Streitmacht von zweitausend Mann, einhundert Booten und drei Kriegsschiffen ein, um für ihn die Hafenstadt Thanlyin im Fürstentum Syriam zu erobern, was ihm auch gelang.

## Herrschaft als König
Vom Herrscher Arakans zunächst als Gouverneur eingesetzt, machte Brito sich schnell von jenem unabhängig und erklärte 1600 das Fürstentum Syriam zum Vasallenstaat Portugals. Er unterstellte es dem Schutz von Aires de Saldanha, des Vizekönigs und Gouverneurs von Indien. Brito heiratete dessen Tochter Luisa de Saldanha, womit er sich eng an den Vizekönig band. Von diesem erhielt Brito zum Schutz Syriams sechs portugiesische Kriegsschiffe. Aus der Ehe ging ein Sohn hervor, Marcos Simão de Brito e Nicote, der mit einer Prinzessin aus Martaban verheiratet wurde. Filipe de Brito wurde zunächst das Amt des Gouverneurs der Provinz Syriam übertragen und erhielt die Titel „Kommandant von Syriam“ und „General der Eroberung von Pegu“. Er ließ das Fort São Jago (Santiago) erbauen. In der Stadt lebten neben Brito und seiner Familie rund fünfzig weitere Portugiesen, die alle zu seiner Gefolgschaft gehörten.
1605 starb Vizekönig Aires de Saldanha. Von dessen Nachfolger Martim Afonso de Castro und auch von Portugal emanzipierte sich Brito zusehends und erklärte schließlich das Gouvernement Syriam zu einem souveränen Königreich. Es bestand aus der Stadt, dem Hafen, dem Hinterland sowie der Gegend um Dagon, dem heutigen Rangun, entsprach also einem größeren Stadtstaat. Brito nannte sich birmanisch „Nga (König) Zinkar“ und herrschte mit eiserner Hand. Portugal bezeichnete ihn als „König von Pegu“. Die Bevölkerung wollte Brito mit Gewalt zum Christentum konvertieren. Er ließ buddhistische Mönche umtaufen und zerstörte buddhistische Pagoden und Tempel. 1608 versuchte Brito die berühmte goldene Glocke von König Dhammazedi zu stehlen, um sie einschmelzen und aus ihr Kanonen gießen zu lassen. Der Versuch misslang, da das Floß zum Transport der Glocke kenterte.
Die Küste passierende, nichtportugiesische Schiffe brachte Brito auf und zwang sie, ihre Ladung im Hafen zu löschen. Einen Teil der Ladung behielt er ein, mit dem anderen Teil trieb er Handel mit den Königreichen und Fürstentümern an den Küsten der Bengalen und Oberbirmas. Einige Einkünfte wurden auch als Tribut an den Gouverneur von Indien abgetreten, mit dem er immer noch in Verbindung stand. Nur portugiesische Schiffe durften unbeschadet im Hafen anlegen und dank der Faktorei Handel treiben.

## Tod
Im April des Jahres 1613 planten die Königreiche des oberen Birma unter Führung des Anaukpetlun von Ava einen Überfall auf das Königreich Syriam. Brito erfuhr davon und wollte durch einen Gegenangriff mit einem verbündeten König die feindlichen Truppen aufhalten. Man plünderte die Hauptstadt eines benachbarten und mit dem Norden verbündeten Königreiches und setzte den dortigen Königspalast in Brand. Der König dieses Königreiches hingegen brachte eine riesige Streitmacht auf, blockierte tagelang die Stadt und ließ eines Nachts durch Verräter die Tore der Hauptstadt von Syriam öffnen und marschierte ein. Der mit Brito verbündete König wurde getötet. Brito wurde zunächst grausam gefoltert, bevor man ihn pfählte, vor allem wegen seiner Schändung der buddhistischen Schreine. Sein Kopf wurde aufgespießt und dem Volk gezeigt. In Martaban ließ der dortige Herrscher den Sohn von Brito, obwohl mit seiner Tochter verheiratet und damit im Range eines Prinzen, ebenfalls ermorden.
De Brito ist heute in der alten katholischen Kirche in Thanlyan beigesetzt. Die Nachkommen von Brito und den anderen Portugiesen leben heute noch in der Region und werden birmanisch Bayingyi genannt.